# Monterey Sports Car Championships 2005
Navigation
Édition précédente Édition suivante
Le Monterey Sports Car Championships 2005, disputé sur le 16 octobre 2005 sur le circuit de Laguna Seca est la dixième et dernière manche de l'American Le Mans Series 2005.

## Course

### Classement de la course
Classement final de la course (vainqueurs de catégorie en gras),, :
| Pos.   | Catégorie | N° | Écurie                                      | Pilotes                              | Châssis                     | Pneus | Tours/Abandon |
| Pos.   | Catégorie | N° | Écurie                                      | Pilotes                              | Moteur                      | Pneus | Tours/Abandon |
| ------ | --------- | -- | ------------------------------------------- | ------------------------------------ | --------------------------- | ----- | ------------- |
| 1      | LMP1      | 15 | Zytek Engineering                           | Tom Chilton Hayanari Shimoda         | Zytek 04S                   | M     | 164           |
| 1      | LMP1      | 15 | Zytek Engineering                           | Tom Chilton Hayanari Shimoda         | Zytek ZG348 3.4L V8         | M     | 164           |
| 2      | LMP1      | 2  | ADT Champion Racing                         | Frank Biela Emanuele Pirro           | Audi R8                     | M     | 164           |
| 2      | LMP1      | 2  | ADT Champion Racing                         | Frank Biela Emanuele Pirro           | Audi 3.6L Turbo V8          | M     | 164           |
| 3      | LMP1      | 20 | Dyson Racing                                | Chris Dyson Andy Wallace             | MG-Lola EX257               | M     | 163           |
| 3      | LMP1      | 20 | Dyson Racing                                | Chris Dyson Andy Wallace             | MG (AER) XP20 2.0L Turbo I4 | M     | 163           |
| 4      | LMP1      | 1  | ADT Champion Racing                         | Marco Werner JJ Lehto                | Audi R8                     | M     | 163           |
| 4      | LMP1      | 1  | ADT Champion Racing                         | Marco Werner JJ Lehto                | Audi 3.6L Turbo V8          | M     | 163           |
| 5      | LMP2      | 6  | Penske Racing                               | Lucas Luhr Sascha Maassen            | Porsche RS Spyder           | M     | 163           |
| 5      | LMP2      | 6  | Penske Racing                               | Lucas Luhr Sascha Maassen            | Porsche MR6 3.4L V8         | M     | 163           |
| 6      | LMP1      | 16 | Dyson Racing                                | Butch Leitzinger James Weaver        | MG-Lola EX257               | M     | 162           |
| 6      | LMP1      | 16 | Dyson Racing                                | Butch Leitzinger James Weaver        | MG (AER) XP20 2.0L Turbo I4 | M     | 162           |
| 7      | GT1       | 4  | Corvette Racing                             | Oliver Gavin Olivier Beretta         | Chevrolet Corvette C6.R     | M     | 158           |
| 7      | GT1       | 4  | Corvette Racing                             | Oliver Gavin Olivier Beretta         | Chevrolet 7.0L V8           | M     | 158           |
| 8      | GT1       | 3  | Corvette Racing                             | Ron Fellows Johnny O'Connell         | Chevrolet Corvette C6.R     | M     | 157           |
| 8      | GT1       | 3  | Corvette Racing                             | Ron Fellows Johnny O'Connell         | Chevrolet 7.0L V8           | M     | 157           |
| 9      | GT1       | 58 | Aston Martin Racing                         | Pedro Lamy Peter Kox                 | Aston Martin DBR9           | M     | 156           |
| 9      | GT1       | 58 | Aston Martin Racing                         | Pedro Lamy Peter Kox                 | Aston Martin 6.0L V12       | M     | 156           |
| 10     | GT1       | 57 | Aston Martin Racing                         | David Brabham Darren Turner          | Aston Martin DBR9           | M     | 155           |
| 10     | GT1       | 57 | Aston Martin Racing                         | David Brabham Darren Turner          | Aston Martin 6.0L V12       | M     | 155           |
| 11     | LMP2      | 10 | Miracle Motorsports                         | Jeff Bucknum Chris McMurry James Gue | Courage C65                 | K     | 155           |
| 11     | LMP2      | 10 | Miracle Motorsports                         | Jeff Bucknum Chris McMurry James Gue | AER P07 2.0L Turbo I4       | K     | 155           |
| 12     | LMP2      | 8  | B-K Motorsports                             | Guy Cosmo Jamie Bach                 | Courage C65                 | G     | 154           |
| 12     | LMP2      | 8  | B-K Motorsports                             | Guy Cosmo Jamie Bach                 | Mazda R20B 2.0L 3-Rotor     | G     | 154           |
| 13     | LMP1      | 12 | Autocon Motorsports                         | Bryan Willman Michael Lewis          | Riley & Scott Mk III C      | D     | 152           |
| 13     | LMP1      | 12 | Autocon Motorsports                         | Bryan Willman Michael Lewis          | Elan 6L8 6.0L V8            | D     | 152           |
| 14     | GT2       | 31 | Petersen Motorsports White Lightning Racing | Patrick Long Jörg Bergmeister        | Porsche 911 GT3-RSR         | M     | 151           |
| 14     | GT2       | 31 | Petersen Motorsports White Lightning Racing | Patrick Long Jörg Bergmeister        | Porsche 3.6L Flat-6         | M     | 151           |
| 15     | GT2       | 50 | Panoz Motor Sports                          | Bill Auberlen Robin Liddell          | Panoz Esperante GT-LM       | P     | 151           |
| 15     | GT2       | 50 | Panoz Motor Sports                          | Bill Auberlen Robin Liddell          | Ford (Elan) 5.0L V8         | P     | 151           |
| 16     | GT2       | 43 | BAM!                                        | Mike Rockenfeller Wolf Henzler       | Porsche 911 GT3-RSR         | Y     | 151           |
| 16     | GT2       | 43 | BAM!                                        | Mike Rockenfeller Wolf Henzler       | Porsche 3.6L Flat-6         | Y     | 151           |
| 17     | GT2       | 45 | Flying Lizard Motorsports                   | Johannes van Overbeek Jon Fogarty    | Porsche 911 GT3-RSR         | M     | 151           |
| 17     | GT2       | 45 | Flying Lizard Motorsports                   | Johannes van Overbeek Jon Fogarty    | Porsche 3.6L Flat-6         | M     | 151           |
| 18     | GT2       | 23 | Alex Job Racing                             | Timo Bernhard Romain Dumas           | Porsche 911 GT3-RSR         | M     | 150           |
| 18     | GT2       | 23 | Alex Job Racing                             | Timo Bernhard Romain Dumas           | Porsche 3.6L Flat-6         | M     | 150           |
| 19     | GT1       | 63 | ACEMCO Motorsports                          | Terry Borcheller Johnny Mowlem       | Saleen S7-R                 | M     | 148           |
| 19     | GT1       | 63 | ACEMCO Motorsports                          | Terry Borcheller Johnny Mowlem       | Ford 7.0L V8                | M     | 148           |
| 20     | GT2       | 79 | J3 Racing                                   | Justin Jackson Tim Sugden            | Porsche 911 GT3-RSR         | P     | 148           |
| 20     | GT2       | 79 | J3 Racing                                   | Justin Jackson Tim Sugden            | Porsche 3.6L Flat-6         | P     | 148           |
| 21     | GT2       | 51 | Panoz Motor Sports                          | Bryan Sellers Marino Franchitti      | Panoz Esperante GT-LM       | P     | 147           |
| 21     | GT2       | 51 | Panoz Motor Sports                          | Bryan Sellers Marino Franchitti      | Ford (Elan) 5.0L V8         | P     | 147           |
| 22     | GT2       | 44 | Flying Lizard Motorsports                   | Lonnie Pechnik Seth Neiman           | Porsche 911 GT3-RSR         | M     | 147           |
| 22     | GT2       | 44 | Flying Lizard Motorsports                   | Lonnie Pechnik Seth Neiman           | Porsche 3.6L Flat-6         | M     | 147           |
| 23     | LMP2      | 19 | Van der Steur Racing                        | Gunnar van der Steur Ben Devlin      | Lola B2K/40                 | D     | 139           |
| 23     | LMP2      | 19 | Van der Steur Racing                        | Gunnar van der Steur Ben Devlin      | Nissan (AER) 3.0L V6        | D     | 139           |
| 24     | GT1       | 71 | Carsport America                            | Michele Rugolo Tom Weickardt         | Dodge Viper GTS-R           | P     | 137           |
| 24     | GT1       | 71 | Carsport America                            | Michele Rugolo Tom Weickardt         | Dodge 8.0L V10              | P     | 137           |
| 25     | GT2       | 78 | J3 Racing                                   | Marco Petrini Maurizio Fabris        | Porsche 911 GT3-RS          | P     | 129           |
| 25     | GT2       | 78 | J3 Racing                                   | Marco Petrini Maurizio Fabris        | Porsche 3.6L Flat-6         | P     | 129           |
| 26     | LMP2      | 37 | Intersport Racing                           | Jon Field Clint Field Liz Halliday   | Lola B05/40                 | G     | 125           |
| 26     | LMP2      | 37 | Intersport Racing                           | Jon Field Clint Field Liz Halliday   | AER P07 2.0L Turbo I4       | G     | 125           |
| 27 DNF | GT1       | 35 | Maserati Corse Risi Competizione            | Andrea Bertolini Fabrizio de Simone  | Maserati MC12               | P     | 94            |
| 27 DNF | GT1       | 35 | Maserati Corse Risi Competizione            | Andrea Bertolini Fabrizio de Simone  | Maserati 6.0L V12           | P     | 94            |
| 28 DNF | GT2       | 24 | Alex Job Racing                             | Darren Law Ian Baas                  | Porsche 911 GT3-RSR         | M     | 33            |
| 28 DNF | GT2       | 24 | Alex Job Racing                             | Darren Law Ian Baas                  | Porsche 3.6L Flat-6         | M     | 33            |